# Nanda Collection
Nanda Collection (なんだこれくしょん ¿Qué es esta colección??) Es el segundo EP de la cantante japonesa Kyary Pamyu Pamyu, lanzado el 26 de junio de 2013 por Warner Music Japan.

## Antecedentes
El título del álbum es un portmanteau inventado de la expresión "nanda kore" (なんだこれ), significado "¿qué es esto?" en japonésy "collection" (これくしょん korekushon?), significado "colección" en inglés.
- Datos: Q13397563